# La Forêt-sur-Sèvre
La Forêt-sur-Sèvre è un comune francese di 2 357 abitanti situato nel dipartimento delle Deux-Sèvres nella regione della Nuova Aquitania.

## Società

### Evoluzione demografica
Abitanti censiti